# Lonatura bicolor
Lonatura bicolor är en insektsart som beskrevs av Van Duzee 1909. Lonatura bicolor ingår i släktet Lonatura och familjen dvärgstritar. Inga underarter finns listade i Catalogue of Life.